# Hosejn Szahabi
Hosejn Szahabi, Hossein Shahabi (ur. 20 listopada 1967 w Tebrizie, zm. 22 stycznia 2023) – irański reżyser i scenarzysta.

## Filmografia
- Haradż (2014)
- Ruz-e rouszan (2013)
- Be chater-e Mahdi (2012)
- Aks (2001)
- Dżang o gandż (2000)